# L'Île dont on ne revient pas
L'Île dont on ne revient pas est la huitième histoire de la série Isabelle de Will, Yvan Delporte, André Franquin et Raymond Macherot. Elle est publiée pour la première fois du no 1965 au no 1972 du journal Spirou.

## Univers

### Synopsis
Alors que les protagonistes sont réunis dans la maison lacustre de Calendula à l'occasion de son dîner de fiançailles avec l'oncle Hermès, la vieille Calendula hypnotise Isabelle, la forçant à la libérer du tableau où elle avait passé de nombreuses années. Bien décidée à obtenir sa vengeance, elle libère ensuite le démon des eaux, provoquant une tempête alors qu'Isabelle et sa famille rejoignent la rive en barque. Elle les fait ainsi s'échouer sur l'Île dont on ne revient pas, où ils rencontrent l'amiral, une autre victime de sa cruauté.

### Personnages
- Isabelle
- Tante Ursule : excellente ménagère, aveugle au surnaturel
- Oncle Hermès : puissant sorcier, il a des jambes de bouc
- Calendula : une jeune sorcière sympathique, descendante de l'horrible Calendula
- La vieille Calendula : aïeule de l'autre et adversaire de longue date de l'oncle Hermès
- L'amiral : ancien mari de la vieille Calendula qu'elle a exilé sur l'Île dont on ne revient pas
- Les frères Quantustrémor et Futurus : oiseau bicéphale, geôlier de l'amiral sur l'Île dont on ne revient pas

## Publication

### Revues
Cette histoire de vingt-huit planches est publiée pour la première fois du no 1965 au no 1972 du journal Spirou en 1975.

### Album
Elle reparaît dans l'album Les Maléfices de l'oncle Hermès en 1978.